# 二羰基(硫代羰基)环戊二烯基锰
二羰基(硫代羰基)环戊二烯基锰是一种有机锰化合物，化学式为C5H5Mn(CO)2(CS)。它可由C5H5Mn(CO)2L（L为cis-C8H14）和二硫化碳反应得到。它和一些膦类配体、三苯基砷和三苯基锑（以上简写为L）在四氢呋喃中反应，可以得到C5H5Mn(CO)(CS)L。它和氟锑酸亚硝酰在乙腈中反应，可以得到[C5H5Mn(CO)(CS)(NO)]SbF6。

## 拓展阅读
- I.S. Butler, N.J. Coville, D. Cozak. . Journal of Organometallic Chemistry. 1977-06, 133 (1): 59–71  [2022-09-30]. doi:10.1016/S0022-328X(00)98117-8. （原始内容存档于2018-06-12） （英语）.